# Старое поколение
«Старое поколение» (азерб. Köhnə dudman) — историческая драма (драматическая дилогия) азербайджанского драматурга Абдуррагим-бека Ахвердиева, написанная в 1927 году.

## Сюжет
Злой Парвиз-хан угнетает честного кресьянина Аллахкули. Он продаёт его сына Бадала за сто пятьдесят золотых Рагим-хану, а его прекрасную дочь Гюльсанам похищает. Самого же Аллахкули Парвиз-хан приказывает повесить. Бадалу удаётся сбежать от Рагим-хана и вместе со своими товарищами он отдаляется в горы.

## Анализ произведения
Пьеса «Старое поколение» является второй исторической пьесой Ахвердова. В ней автор, по словам литературоведа Камрана Мамедова, изобразил зверства феодала XVIII века Парвиз-хана, его торговлю людьми, угнетение им крестьян. Также Ахвердов создал в произведении образ бунтарных крестьян, таких как Бадал, Эльдар, Рашид и особенно Аллахкули, которые представляют собой воинствующих крестьян, плененных жаждой мести.
Согласно авторам книги «Очерк истории азербайджанской советской литературы» (Москва, 1963), драма «Старое поколение» посвящена «борьбе крестьян против буржуазно-помещичьего строя». В этой пьесе, наряду с пьесой «В тени дерева», центральный положительный образ уже более убедителен, чем в ранних произведениях Ахвердова. Авторы отмечают:
Драматическая дилогия А. Ахвердова «Старое поколение» занимает особое место в азербайджанской драматургии тех лет. Автор задался целью, охватив большой отрезок истории азербайджанского народа — со времени средневековых феодальных ханств вплоть до победы Советской власти, показать пути народа к революции. В первой части драмы дан образ типичного азербайджанского феодала — Парвиз-хана. Крестьяне ненавидят необузданную жестокость этого помещика. Их недовольство выливается в форму открытого возмущения. Во главе поднявшегося на борьбу народа становится крепостной крестьянин Бадал. Он-то и ведет восставших против деспота.